# Платон Кречет
«Платон Кречет» — лірична драма у трьох діях, п'яти картинах українського радянського драматурга Олександра Корнійчука.
Твір був написаний 1934 року українською мовою. Прем'єра відбулася 20 грудня 1934 року у Київському драматичному театрі імені Івана Франка у постановці режисера Костянтина Кошевського.

## Діючі особи
- Платон Іванович Кречет — хірург.
- Ліда — інженер, архітектор.
- Павло Семенович Берест — голова виконкому.
- Аркадій Павлович — завідувач лікарні.
- Терентій Йосипович Бублик — терапевт.
- Стьопа — окуліст.
- Валя — асистентка.
- Марія Тарасівна Кречет — мати Платона
- Христина Архипівна — санітарка.
- Майя — дочка Береста.
- Бочкарьова — завідувачка міськздороввідділу.
- Вася — шофер.
- Секретар обкому
- Оля — медсестра.
- Жінка лікар.

## Сюжет
Дія вистави відбувається у середині 1930-х років. Талановитий хірург Платон Кречет працює у лікарні № 1, рятує людей і думає про те, як продовжити людині життя. Судячи з того, що він говорить про передчасну старість — втому серця, і проводить якісь експерименти, Платон Кречет намагається підійти до проблем «серцевої хірургії».
У п'єсі порушуються питання, які цікавили Корнійчука з перших кроків його творчої діяльності: місце та роль інтелігенції у творчій праці народу, формуванні нового типу радянського інтелігента. «Платон Кречет» — п'єса-пісня, твір про людські почуття, про красу кохання, дружбу, про неповторність особистого щастя. Ідейний зміст п'єси визначають глибоко соціальні мотиви — зіткнення протилежних поглядів щодо місця громадянина у суспільстві щодо ціни роботи.
Головний герой твору Платон Кречет мріє про продовження людського життя. У розмові з головою виконкому Берестом Платон Кречет без патетики, спокійно та вагомо, як щось добре обдумане, каже: «У людства вкрадено сонце на мільйони років. Ми повертаємо його. Неподалік той день, коли ми знищимо передчасну старість назавжди». Крізь п'єсу як мажорний лейтмотив проходить образ сонця. Пафос нового життя і висока мораль людини в п'єсі невіддільні, як невіддільні Платону Кречету особисте і громадянське, щастя і обов'язок. Платон — людина творчої роботи, невтомний новатор. Він розробляє нові методи лікування, ризикуючи, проводить різні експерименти, щоб продовжити людське життя. На відміну від завідувача лікарні Аркадія, у Платона високо розвинене почуття суспільного обов'язку.

## Театральні постановки
- 1934 — Київський драматичний театр імені Івана Франка
- 1934 — Ленінградський театр імені Пушкіна
- 1934 — Харківський театр імені Шевченка
- 1963 — МХАТ
- 1972 — Московський драматичний театр на Малій Бронній
- Казанський російський театр
- Куйбишевський театр
- Театр Лєнсовета тощо.

## Нагороди
- Сталінська премія, 1941.